# Elisa Frisoni
Elisa Frisoni (Isola della Scala, província de Verona, 8 d'agost de 1985) és una ciclista italiana, que combina tant la carretera com el ciclisme en pista. Ha guanyat nombrosos campionats nacionals en diferents proves.

## Palmarès en pista
- 2002
  -  Campiona del món júnior en Velocitat
  -  Campiona del món júnior en 500 metres contrarellotge
  -  Campiona del món júnior en Keirin
  -  Campiona d'Europa júnior en Velocitat
  -  Campiona d'Europa júnior en 500 metres contrarellotge
- 2004
  -  Campiona d'Itàlia en 500 metres contrarellotge
  -  Campiona d'Itàlia en Keirin
  -  Campiona d'Itàlia en Velocitat
- 2005
  -  Campiona d'Europa sub-23 en 500 metres contrarellotge
  -  Campiona d'Itàlia en 500 metres contrarellotge
  -  Campiona d'Itàlia en Keirin
  -  Campiona d'Itàlia en Velocitat
- 2006
  -  Campiona d'Itàlia en 500 metres contrarellotge
  -  Campiona d'Itàlia en Keirin
  -  Campiona d'Itàlia en Velocitat
- 2007
  -  Campiona d'Itàlia en 500 metres contrarellotge
  -  Campiona d'Itàlia en Velocitat
  -  Campiona d'Itàlia en Velocitat per equips
- 2008
  -  Campiona d'Itàlia en 500 metres contrarellotge
  -  Campiona d'Itàlia en Keirin
  -  Campiona d'Itàlia en Velocitat
  -  Campiona d'Itàlia en Velocitat per equips
- 2009
  -  Campiona d'Itàlia en 500 metres contrarellotge
  -  Campiona d'Itàlia en Keirin
  -  Campiona d'Itàlia en Velocitat
  -  Campiona d'Itàlia en Velocitat per equips
  -  Campiona d'Itàlia en Scratch
- 2010
  -  Campiona d'Itàlia en 500 metres contrarellotge
  -  Campiona d'Itàlia en Keirin
  -  Campiona d'Itàlia en Velocitat
  -  Campiona d'Itàlia en Velocitat per equips
- 2011
  -  Campiona d'Itàlia en 500 metres contrarellotge
  -  Campiona d'Itàlia en Keirin
  -  Campiona d'Itàlia en Velocitat
  -  Campiona d'Itàlia en Velocitat per equips
- 2012
  -  Campiona d'Itàlia en 500 metres contrarellotge
  -  Campiona d'Itàlia en Velocitat

### Resultats a laCopa del Món
- 2004-2005
  - 1a a la Classificació general, en 500 m. contrarellotge
- 2005-2006
  - 1a a la Classificació general, en keirin